# Rudolf Weber-Lortsch
Rudolf Weber-Lortsch (* 29. April 1908 in Kassel; † 4. September 1976 in Berlin) war ein deutscher Verwaltungsjurist und Bundesrichter.

## Leben
Weber-Lortsch bestand 1926 das Abitur und begann Rechtswissenschaft an der Philipps-Universität Marburg zu studieren. Im selben Jahr wurde er Mitglied des Corps Hasso-Nassovia. Als Inaktiver wechselte er an die Friedrich-Wilhelms-Universität Berlin. Nachdem er 1930 das Erste Examen bestanden hatte, war er Gerichtsreferendar in Witzenhausen und Kassel. Dort war er ab 1933 auch Gerichtsassessor. 1934–1936 war er bei der Verwaltung des Bezirksverbandes Hessen-Kassel.
1936 wechselte er in die allgemeine und innere Verwaltung des Freistaats Preußen. Seit 1937 Regierungsassessor und seit 1938 Regierungsrat, kam er in die Provinz Hannover und in die Provinz Schlesien.
Nach dem Überfall auf Polen war er stellvertretender Polizeipräsident von Katowice, Chorzów und Sosnowiec. Im Deutsch-Sowjetischen Krieg wurde er zum SS- und Polizeiführer in Nikolajew abgeordnet. 1942 wurde er als Oberregierungsrat Chef des Amts für Verwaltung und Recht beim Höheren SS- und Polizeiführer für Norwegen. Ab Juni 1943 war er Leiter der Zentralabteilung bei der Hauptabteilung Verwaltung im Reichskommissariat Norwegen unter Josef Terboven.
Seit 1952 Oberverwaltungsgerichtsrat am Hessischen Verwaltungsgerichtshof, wurde er  1958 als Richter an das Bundesverwaltungsgericht in Berlin berufen. Dort war er u. a. an einer Entscheidung des Zweiten Senats vom 6. Februar 1975 beteiligt, nach der die Mitgliedschaft in der DKP mit der Tätigkeit als Beamter nicht vereinbar sei. Seit 1963 gehörte er auch dem Corps Marchia Berlin an. Die Gesetzlose Gesellschaft zu Berlin wählte ihn im November 1966 zum 19. Zwingherrn. Dieses Ehrenamt führte er über zehn Jahre bis zu seinem Tod. In einem Nachruf heißt es:

„Klein und zierlich von Gestalt, humorvoll und von einer bestrickenden Liebenswürdigkeit, hielt er gleichwohl die Zügel fest in der Hand. […] Mit einem umfassenden historischen Wissen ausgestattet, vielseitig begabt und von manchmal sprudelnder Lebhaftigkeit, war er der anregende Mittelpunkt der Gesellschaft. Unerschöpflich schien sein Vorrat an Erlebnissen und Geschichten, die er oft in Anekdotenform und unter glänzender Beherrschung von verschiedenen Dialekten vortrug.“

Weber-Lortsch heiratete am 28. Juni 1941 auf Schloss Jannowitz in Schlesien Helene Gräfin zu Stolberg-Wernigerode (* 22. November 1911 in Hirschberg; † 2. Juni 1999 in München), die Tochter von Eberhard Graf zu Stolberg-Wernigerode (1873–1929) und Erika Gräfin zu Solms-Sonnenwalde (1880–1970).

## Werke
- mit Horst Arndt und Herbert Heinrich: Richterliche Rechtsfortbildung. Köln 1970, ISBN 3-452-17090-X.